# Чернов, Алексей Иванович
Алексей Иванович Чернов (30 марта 1924, Балкашино, Кокчетавский уезд, Акмолинская губерния, Киргизская АССР, РСФСР, СССР — 17 января 1989, Усть-Каменогорск) — наводчик орудия 313-го гвардейского артиллерийского полка 121-й гвардейской стрелковой Гомельской Краснознамённой ордена Суворова дивизии 13-й армии 1-го Украинского фронта, гвардии ефрейтор, Герой Советского Союза (1945).

## Биография

### До войны
Родился 30 марта 1924 года в селе Балкашино (ныне — Сандыктауский район Акмолинской области Республики Казахстан) в семье рабочего. Русский.
После окончания Лениногорской (ныне Риддерской) школы фабрично-заводского обучения работал на Белоусовском руднике.

### Во время войны
В августе 1942 года был призван в Красную Армию. В запасном артиллерийском полку получил специальность наводчика. В действующей армии с февраля 1943 года. В составе 123-го артиллерийского полка участвовал в боях на Курской дуге. Был ранен. После госпиталя служил наводчиком 76-миллиметрового орудия в 313-м артиллерийском полку. В 1944 году был принят в ВКП(б)/КПСС. Отличился в боях при форсировании реки Одер.
27 января 1945 года 121-я стрелковая дивизия начала форсирование Одера в районе населённого пункта Кёбен (ныне Хобеня (пол. Chobienia), севернее города Сьцинава, Польша). Расчёт гвардии ефрейтора Чернова вместе со штурмовым батальоном одним из первых переправился через реку. В бою на занятом плацдарме их орудие оказалось единственным, непосредственно поддерживающим пехоту. Отражая контратаки противника ефрейтор Чернов прямой наводкой сжёг два танка, два бронетранспортёра, шесть автомашин, уничтожил семь пулемётных точек и до шестидесяти солдат и офицеров противника. Батальон отразил все контратаки немцев и до подхода подкреплений удержал плацдарм.
Указом Президиума Верховного Совета СССР от 10 апреля 1945 года за образцовое выполнение заданий командования и проявленные мужество и героизм в боях с немецко-фашистскими захватчиками гвардии ефрейтору Чернову Алексею Ивановичу присвоено звание Героя Советского Союза с вручением ордена Ленина и медали «Золотая Звезда» (№ 8826).

### После войны
После демобилизации вернулся в город Усть-Каменогорск. В 1949 году окончил Талгарский техникум сельского хозяйства. Работал в транспортной конторе треста «Алтайсвинецстрой» механиком, начальником профилактических мастерских, авторемонтной мастерской, главным инженером конторы.
Скончался в 1989 году.

## Память
Именем героя названа улица в городе Усть-Каменогорске.